# Bánh dâu tây
Bánh dâu tây là một loại bánh ngọt sử dụng dâu tây làm nguyên liệu chính. Dâu tây có thể trộn với hỗn hợp làm bánh, đặt lên trên đỉnh bánh và trong lớp kem phủ của bánh. Một số được phục vụ ướp lạnh hoặc đông lạnh một phần, và đôi khi chúng được phục vụ như một món ăn trong Ngày lễ tình nhân.

## Tổng quan
Bánh dâu tây có thể được chế biến bằng cách trộn dâu tây với bột nhão, với dâu tây có thể đặt lên trên đỉnh bánh hoặc phủ giữa các lớp của bánh nhiều lớp, hoặc bất kỳ sự kết hợp nào. Một số dùng dâu tây để tạo ra lớp kem phủ lên bánh. Dâu tươi hoặc dâu lạnh có thể được sử dụng. Một số còn tận dụng gelatin hương dâu làm một thành phần  để tạo màu hồng cho bánh khi trộn với hỗn hợp bột nhão. Có thể sử dụng dâu tây để trang trí cho bánh. Bánh dâu tây cũng có thể được chế biến thành một món ăn không chứa gluten.
Một số phiên bản của bánh được phục vụ lạnh, một số thì đông lạnh rồi được phục vụ trong tình trạng đông lạnh một phần. Cũng có công thức dùng phô mai Ricotta để làm một thành phần trong hỗn hợp làm bánh hoặc phần topping thêm vào. Thỉnh thoảng người ta cũng làm bánh dâu tây từ hỗn hợp làm sẵn, như hỗn hợp bánh ngọt trắng rồi mới thêm các nguyên vật liệu khác vào hoặc đặt lên bề mặt bánh. Bánh có thể chế biến và phục vụ như món ăn trong Ngày lễ tình nhân.

## Thư viện

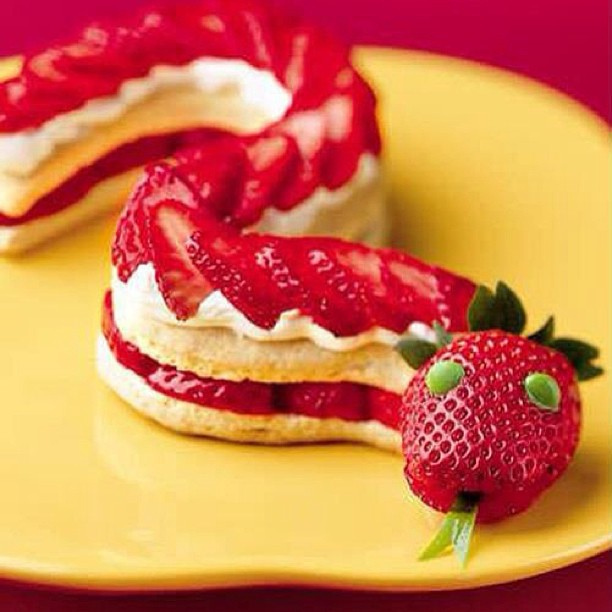
Bánh dâu tây được chế biến thành hình con rắn
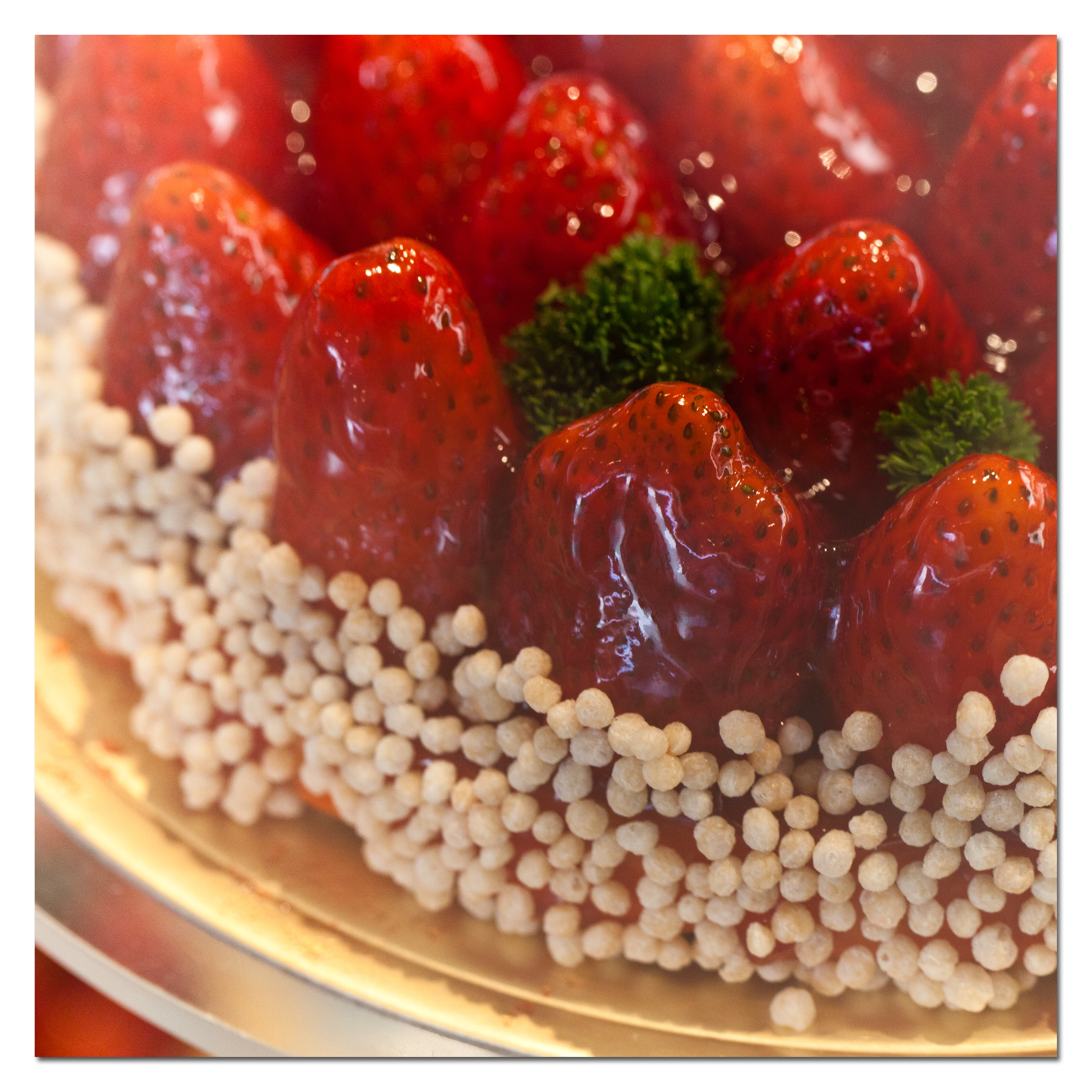
Góc nhìn cận cảnh về bánh dâu tây tại Ngày lễ tình nhân
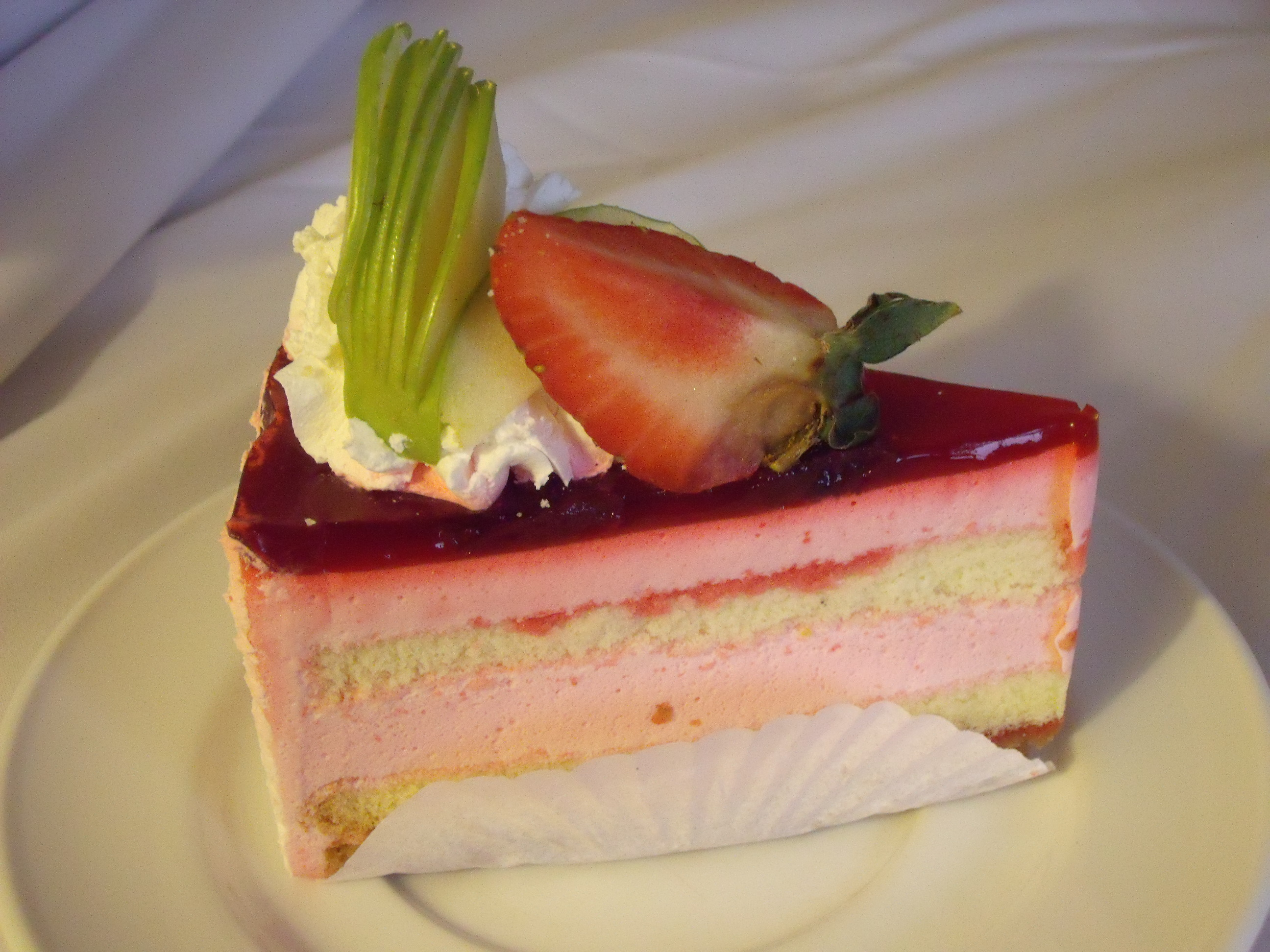
Một lát bánh dây tây
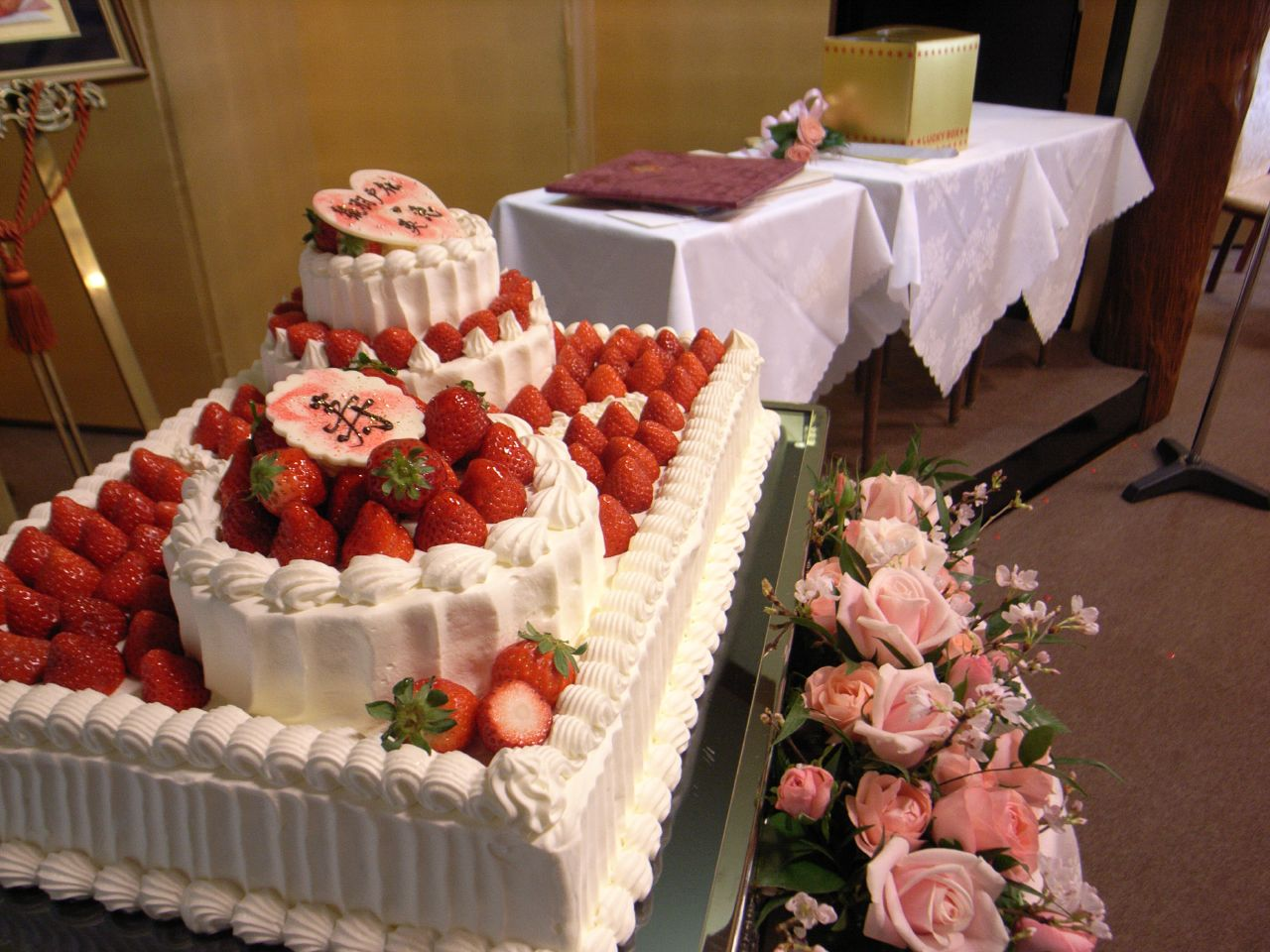
Bánh cưới dâu tây
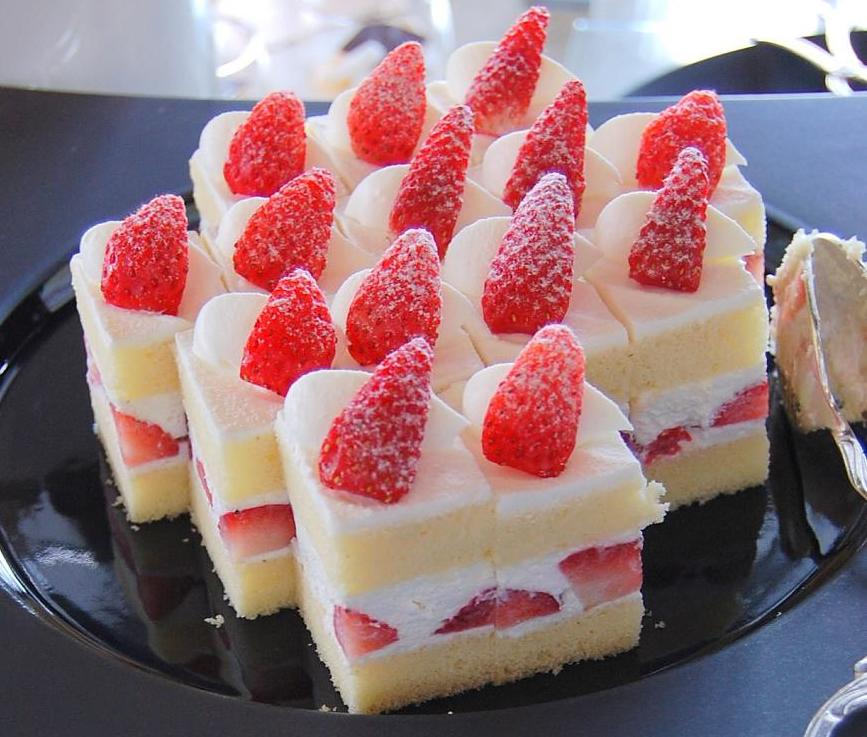
Một lát bánh dâu tây tại buffet
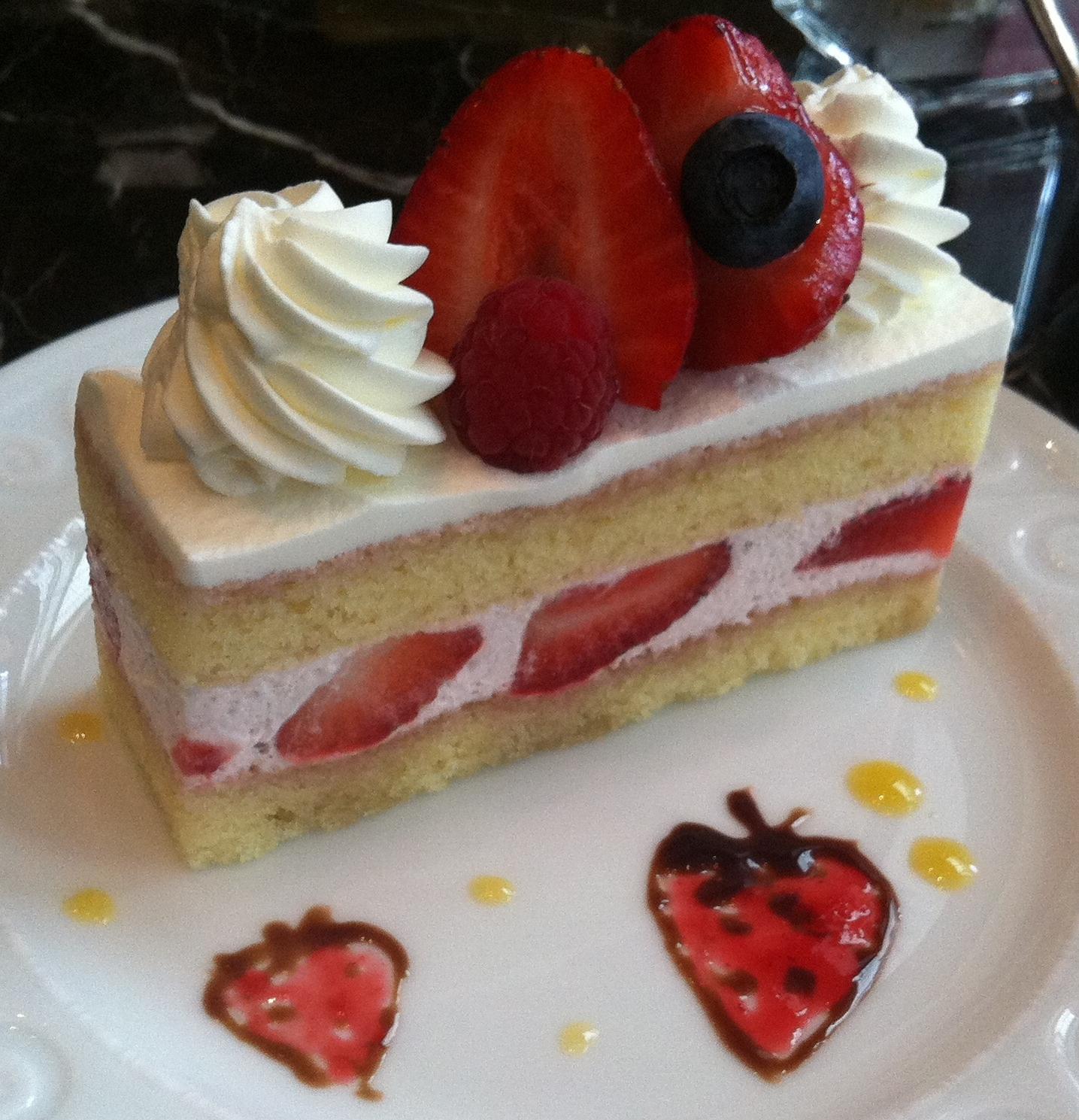
Một bánh dâu tây nhiều lớp với dâu tây được phủ kem giữa các lớp bánh và có trang trí dâu tây

## Philipines

### Lễ hội Dâu tây La Trinidad, Benguet
Vào ngày 20 tháng 3 năm 2014, tại Lễ hội Dâu tây được tổ chức tại khu tự trị La Trinidad, Benguet ở Philipines, bánh shortcake dâu tây lớn nhất thế giới đã được chế biến và được Sách Kỷ lục Guiness công nhận. Chiếc bánh này do nhiều nhà bếp chế biến và có tổng khối lượng là 21,213.40 lb (9,622.23 kg).
Vào tháng 3 năm 2015 tại Lễ hội Dâu tây La Trinidad, 6.000 lát bánh dâu tây đã được phục vụ như một phần của sự kiện, được làm từ những quả dâu tươi. Tại sự kiện cũng có các món ăn khác như như bánh cupcake dâu tây, bánh kutsinta dâu tây (một loại bánh gạo hấp) và rượu dâu tây. Một số nhà hàng và tiệm bánh cung cấp bánh dâu tây như một phần trong thực đơn của họ.
Tại lễ hội vào tháng 3 năm 2019, 12.000 lát bánh dâu tây được phục vụ.  Các lát bánh được lấy từ bánh dâu tây nặng 1,6 tấn và cao 1,5 mét; bánh  làm từ 3000 trứng và 600 kg dâu tây được trồng tại La Trinidad.